# 코이케
코이케(일본어: 小池さん)는 후지코 후지오의 만화에 등장하는 가공의 인물이다.

## 개요
라멘을 좋아하고 평소에도 라멘을 즐겨 먹는 중년 남성이다. 천연 파마, 안경, 창백한 입으로 항상 불만을 호소하는 것이 특징이다. 모델은 애니메이터의 스즈키 신이치이고, 라멘을 좋아하는 설정도 스즈키 본인과 같다.
본래의 캐릭터는 후지코 후지오 Ⓐ에서 후지코 F. 후지오도 사용하게 되었다고 한다. 입이 물결 모양으로 되어 있는 것은 새로운 만화 시대에 모리야스 나오야가 그린 초상화를 후지코 후지오가 도입했다고 한다. 후지코 후지오의 만화인 오바케의 Q 타로에서 최초로 등장했다. 원래는 "코이케님"(小池さん)이 아닌 "코이케네 집에 하숙하고 있는 스즈키님"(小池さん家に下宿している鈴木さん)으로 설정되어 있었다. 당시 스즈키는 코이케네 집에서 하숙하고 있었으며 스튜디오 제로에서 배경 담당을 맡았던 노구치 류가 그것을 충실하게 재현한 코이케네 집의 문패 "코이케"(小池)라고 작화한 점에서 성씨를 코이케로 오해해서 그대로 정착되었다.
오바케의 Q 타로 외에 파만이나 도라에몽 등 많은 후지코 만화에 등장한다. 또한 직업도 다양하기 때문에 일종의 스타 시스템이 보인다. 후지코 2인과 스즈키의 친구였던 이시노모리 쇼우타로우와 아가쓰카 후지오의 작품에도 등장한 적이 있다. 아가쓰카 작품은 만화 오소마츠군의 "クリーニング屋 まじめにやれよ"에 두 프레임만 등장하고 있다.
덧붙여 오바케의 Q 타로 및 기타 작품에 코이케가 주로 먹고 있는 인스턴트 라멘은 컵라멘이 아니다. 그릇에 담아 먹는 경우도 있고 냄비에 담아 직접 먹는 경우도 있다. 초창기에는 컵라멘은 존재하지 않았지만 1985년 리메이크 애니메이션 "오바케의 Q 타로"에서는 컵라멘을 먹는 장면이 있다.
메인 캐릭터 중 하나가 되고 있다. 『오바케의 Q 타로』의 「위에 카드가 붙은 코이케상」편에서는 모델이 된 스즈키와 마찬가지로 직업은 애니메이터가 된다. 근무지는 스튜디오 제로를 모방한 "스튜디오 보로 "이며 후에 결혼. 신혼 초기에는 즉석 라면만 먹고 있어서 건강에 나쁘다고 판단한 아내로 인해 손수 만든 요리만 먹게 되어서 도망치는 에피소드도 있다(마지막에 라멘을 좋아하는 것을 아내에게 이해되는 결말로 설정되고 이후 라멘과 손수 만든 음식이 같이 식탁 위에 올려져 있는 장면이 여러 개 그려져 있다). 또한 "신 오바케의 Q 타로"에서는 2명의 아이도 등장한다. 『도라에몽』의 「도라에몽의 대예언」(텐토우무시코믹스 제1권 수록)에서는 다른 가족들(아내와 아들)도 헤어스타일과 얼굴이 닮게 나와 있으나 "오바케의 Q 타로"에서는 가족들과 얼굴이 다르다. 또한 21에몽에서는 외계인이라는 우주인 버전의 코이케가 등장한다.
기본적으로 한 명의 시민으로 취급하고 라멘을 먹고 있으면 주역진에 난입하는 라멘을 파괴하는, 혹은 엑스트라로 나타나는 경우가 많다. 단역인 경우도 많지만 일화 완결의 스토리 중에서 핵심 인물인 경우도 있다.
샤란Q가 제2회 NHK-BS 영 배틀 전국대회 · 그랑프리에서 부른 「라멘을 좋아하는 코이케상의 노래」와 리메이크 「신 라멘을 좋아하는 코이케상의 노래」를 내고 있다.

### 스즈키 신이치 본인으로 등장하는 작품
정확하게는 "코이케"는 아니지만 여기에서는 편의상 여기에서 기술한다.
후지코 후지오의 자선 작품에서는 자주 코이케의 모습인 채로 모델이 된 스즈키 신이치 본인이 그려져 있다. 또한 이러한 경향은 후지코 후지오 Ⓐ(『망가미치』『사랑... 처음 알게 된 무렵에』)와 후지코 F. 후지오(스튜디오 보로 이야기) 모두 볼 수 있으며 이들 가운데에서 "스즈키 신이치의 만화 그림"이며 "코이케"의 디자인이 완성되었는지 알 수 있다.

### 꾸러기 닌자 토리
미쓰바 켄이치("꾸러기 닌자 토리"의 주인공)의 담임 교사로 등장. 주연 캐릭터 취급이었던 특이한 예.
초기 시리즈에서는 코 밑의 수염이 다른 코이케와 구분되었지만 "신 닌자 핫토리군"에서 이것도 없어졌다. 애니메이션의 경우에는 처음부터 별도의 구별이 없었다.
학교 교사라는 설정에서 다른 작품들과는 달리 라멘을 먹는 장면은 극히 드물게 등장하지 않는다.
목소리를 담당한 후타마타 잇세이는 2012년 현재 코이케를 담당한 성우 중 코이케를 연기한 작품 수가 제일 많은 성우이다.

## 코이케가 등장하는 작품
※이름을 자칭하지 않거나 다른 이름으로 등장하는 경우도 있지만 이하의 후지코 후지오의 작품에 등장하는 코이케 얼굴의 캐릭터들을 서술한다.

### 조연으로 등장하는 작품
- 후지코 F. 후지오(이하 "F")의 작품
  - 파만
  - 21에몽 (코이케라스 성인, 괴수 스즈키라스 외)
  - 우메보시 덴카
  - 도라에몽 (애니메이션 "도루 게임"에서는 비밀도구를 가진 노비타와 충돌, 라멘을 유출하여 노비타를 뒤쫓아서 드문 이야기의 종반까지 출연)
  - 키테레츠 대백과 (애니메이션 205화 "고양이의 집회! 한밤중에 사라진 아빠와 엄마"만)[8]
  - 모자코
  - 스파상 (단편 작품)
  - 편하게 하려고 해요 (단편 작품)
  - 회고의 고객 (단편 작품)
- 후지코 후지오 Ⓐ(이하 "A")의 작품
  - 꾸러기 닌자 토리
  - 후타군
  - 몬스터왕자 몽짱
  - 笑ゥせぇるすまん (제0화 프롤로그에서 등장하는 샐러리맨. 가족의 것을 생각하는 장면에서 자택에 걸린 문패 "코이케"라고 명기. 아내와 딸이 있는 설정)
  - 쿠로베에
  - 광인군
  - 마타로이가 온다!!
  - ひっとらぁ伯父サン
  - 미스 드라큘라
  - 아버지 보타로
  - 파라솔 헨베에
  - 踊ルせぇるすまん
  - 비리개 뭐든지 상회(애니메이션판 제4화, 제16화, 제20화에 등장)

### 메인 캐릭터로 등장하는 작품
- 후지코 후지오의 작품
  - 오바케의 Q 타로
  - 신 오바케의 Q 타로
- A의 작품
  - 울트라 B

### 주역으로 등장하는 작품
- F의 작품
  - 가이케쓰 코이케상 (단편 작품)
  - 울트라 슈퍼 디럭스맨[9]
- A의 작품
  - 코이케의 이상한 생활 (단편 작품)
  - 텐조상
  - 오레 계장 보좌
  - 호아!! 코이케
  - 게게게의 게
  - 아카가미가 온다 (단편 작품)
  - 있는 서중 휴가

또 후지코 후지오 Ⓐ의 작품 중 "호아!! 코이케"를 제외한 6개의 작품을 수록한 작품집 "코이케상! 대집합"이 A의 화업 60주년 기념으로 복간 닷컴에서 2012년 2월 하순에 발행되었다.

## 코이케의 역할
라멘을 먹고 있는 아저씨 또는 애니메이터라는 이미지가 강하지만 실은 작품에 따라 역할은 다양하다. (주로 A의 작품)이하, 후지코 후지오의 작품에 등장하는 코이케 얼굴의 캐릭터의 역할을 서술한다.
- 동네 아저씨
  - 오바케의 Q 타로
  - 후타군
  - 몬스터왕자 몽짱[11]
  - 파만
  - 우메보시 덴카
  - 도라에몽
  - 정글 쿠로베에
  - U보
  - 파라솔 헨베에
- 애니메이터, 만화가
  - 오바케의 Q 타로
  - 후타군
  - 코이케의 이상한 생활
  - 광인군
  - 아카가미가 온다
  - 캇파의 캇포
  - 마타로이가 온다!!
  - 스튜디오 보로 이야기
  - 망가미치
  - 괴로운 꿈
  - 笑ゥせぇるすまん
- 교사
  - 꾸러기 닌자 토리[12]
  - 몬스터왕자 몽짱[11]
  - 마타로이가 온다!!
  - 비리개
  - 프린스 데모킨
- 샐러리맨
  - ひっとらぁ伯父サン
  - 가이케쓰 코이케상[9]
  - 보쿠짱의 라라바이
  - 게게게의 게
  - 울트라 슈퍼 디럭스맨[9]
  - 울트라 B
- 라멘 가게
  - 쿠로베에
  - 도라에몽

## 성우
| 성우              | 작품명                                                                 | 역할의 이름 (코이케 이외의 경우에만) |
| ----------------- | ---------------------------------------------------------------------- | ------------------------------------ |
| 오오다케 히로시   | 오바케의 Q 타로 (1965-1967, TBS계)                                     |                                      |
| 시마다 아키라     | 신 오바케의 Q 타로 (1971-1972, 닛폰 TV계)                              |                                      |
| 히로모리 신고     | 오바Q (1985-1988, TV 아사히계)                                         |                                      |
| 히로모리 신고     | 도라에몽 (2001-2004, TV 아사히계)                                      |                                      |
| 후타마타 잇세이   | 꾸러기 닌자 토리 (1981-1987, TV 아사히계)                              | 코이케 선생                          |
| 후타마타 잇세이   | 도라에몽 (1986, TV 아사히계)                                           |                                      |
| 후타마타 잇세이   | 비리개 뭐든지 상회 (1989년, TV 아사히계)                               |                                      |
| 후타마타 잇세이   | 笑ゥせぇるすまん (1989년, TBS계)                                       |                                      |
| 기모쓰기 가네타   | 울트라 B (1987-1989, TV 아사히계)                                      |                                      |
| 미네 에켄         | 파만（1983-1985, TV 아사히계)                                          |                                      |
| 가토우 오사무     | 21에몽 (1991년, TV 아사히계)                                           | 코이케라스 외계인                    |
| 가케가와 히로히코 | 21에몽 (1991년, TV 아사히계)                                           | 괴수 스즈키라스                      |
| 나가키 류지       | 21에몽 (1991, TV 아사히계）                                            | 스즈키라스 장군                      |
| 반도우 나오키     | 21에몽 (1991, TV 아사히계)                                             |                                      |
| 야마자키 다쿠미   | 도라에몽 (시기 불명, TV 아사히계)                                      |                                      |
| 히라노 마사토?    | 키테레츠 대백과 (1993, 후지 TV계)                                      |                                      |
| 다쓰다 나오키     | 울트라 슈퍼 디럭스맨 (「후지코 F. 후지오의 SF 단편 시어터」제3권 수록) | [ 9 ]                                |
| 나가타 하야토     | 인도판 꾸러기 닌자 토리 (2013, 애니맥스)                               |                                      |
| 야지마 도모카즈   | 인도판 꾸러기 닌자 토리 (2014, 애니맥스)                               |                                      |
| 무로 쓰요시       | 슈퍼 샐러리맨 사에나이 씨 (2017, 닛폰 TV계)                            |                                      |

## 같이 보기
- ラーメン大好き小泉さん - 라멘을 사랑하는 고이즈미상